# 永平寺インターチェンジ
永平寺インターチェンジ（えいへいじインターチェンジ）は、福井県吉田郡永平寺町谷口にある中部縦貫自動車道（永平寺大野道路）のインターチェンジである。
元々の計画では、隣接する永平寺参道ICと対を成す大野市方面とのハーフICであったが、大野方面の建設がなかなか進まなかったため、福井方面のランプとして暫定供用の形をとっていた。最終的には、上志比IC - 永平寺IC開通（永平寺大野道路全通）に伴い、大規模改築の上、全方向利用可能のフルICとして供用されることとなった。国直轄管理の無料区間であるため料金所はない。

## 道路
- E67 中部縦貫自動車道（永平寺大野道路）

## 接続する道路
- 国道364号・国道416号（谷口バイパス） - 永平寺参道IC方面、上志比IC・勝山市方面

## 歴史
- 2007年（平成19年）3月17日 : 永平寺IC（当時の名称は暫定的に永平寺東IC） - 永平寺参道IC（当時の名称は暫定的に永平寺西IC）間開通に伴い、供用開始。
- 2015年（平成27年）1月26日 : IC名称が「永平寺東IC（仮称）」から「永平寺IC」に正式決定[1][2]。（ただしIC名を示す標識は、上志比・大野方面延伸に伴う、同IC改築工事完成の際に取り付けられた。）
- 2017年（平成29年）7月8日 : 上志比IC - 永平寺IC間開通[3]。

## 隣
E67 中部縦貫自動車道（永平寺大野道路）
上志比IC - 永平寺IC  - 永平寺参道IC（福井方面のみのハーフIC） - 松岡IC（大野方面のみのハーフIC）